# Suite española
La Suite española op. 47 è una composizione per pianoforte di Isaac Albéniz. Pubblicata postuma nel 1912, è costituita da otto brani, quattro soltanto dei quali le furono effettivamente assegnati dall'autore.

## Storia
La Suite española consiste principalmente in lavori composti nel 1886 e riuniti l'anno seguente in onore della regina spagna, Maria Cristina d'Asburgo-Teschen. Come tipico della produzione di Albéniz, tali brani descrivono le diverse regioni spagnole e i rispettivi stili musicali, collocandosi nel solco della corrente musicale nazionalista e virtuosistica del romanticismo.
La suite si componeva in origine di quattro sole composizioni: Granada, Cataluña, Sevilla e Cuba. Ma la Friedrich Hofmeister Musikverlag, pubblicandola dopo la morte di Albéniz, ne aggiunse altri quattro, scegliendone i titoli non senza incertezze, tanto che variano da edizione a edizione. Inoltre le aggiunte non rispecchiano esattamente lo stile musicale delle regioni cui si riferiscono.
Ne è un chiaro esempio la celebre Asturias, un tipico flamenco andaluso che poco ha a che vedere con la regione atlantica delle Asturie. Neppure il numero d'opera 47 è in relazione cronologica con gli altri lavori di Albéniz, poiché il catalogo fu formato a casaccio dagli editori e da Albéniz stesso. Alcuni brani appaiono in più d'una raccolta.
Nonostante il suo carattere artificioso, la raccolta è divenuta una delle opere pianistiche più eseguite di Albéniz, riscuotendo lo stesso successo presso gli interpreti professionisti e il pubblico. Ha ricevuto anche varie orchestrazioni, fra cui la nota versione di Rafael Frühbeck de Burgos.

## Struttura
Il titolo di ciascun brano si riferisce alla regione rappresentata (Asturias e Cádiz sono però denominazioni improprie), mentre il sottotitolo indica in genere la forma musicale adottata e la danza tipica della regione. Il notturno di Cuba è nello stile dell'habanera, la fantasia di Aragón in quello della jota.
- Granada (Serenata)
- Cataluña (Corrente)
- Sevilla (Sevillanas)
- Cádiz (Saeta)
- Asturias (Leyenda)
- Aragón (Fantasia)
- Castilla (Seguidillas)
- Cuba (Notturno)